# 阿淑尔纳西尔帕二世雕像
阿淑尔纳西尔帕二世雕像是一座罕见的存世亚述圆雕（亚述人更喜欢浮雕）。十九世纪中叶，由著名考古学家奥斯汀·亨利·莱亚德在亚述古城卡尔胡（今尼姆鲁德）遗址中发现。这座雕像的历史可追溯至公元前883年至公元前859年。该雕像保存情况非常好，自1851年以来便一直是大英博物馆收藏的一部分  

## 发现过程
该雕像最初放置在伊什塔尔神庙中，以向神明表达亚述国王的虔诚。雕像由菱镁矿制成的，它的原始底座则是由微红色的石头制成的。这两种材料都不是当地的材料，因此它们可能是亚述国王在某次对外发起的战争后运回尼姆鲁德的。1850年，莱亚德在神庙原址处发现了雕像和底座。不到一年后，该雕像就被送往伦敦。

## 描述
阿淑尔纳西尔帕二世并没有戴上亚述王冠，观众们可以看到国王的头发和时尚的胡须。有评论家指出，这座雕像的胡须和普通亚述人的胡须不一样，令人印象深刻。国王穿着短袖外衣，披着一块披肩。他的右手似乎握着一把镰刀，而在亚述宗教中，神明有时会将镰刀作为武器来对抗怪物。国王的左手紧握着一根权杖，这象征着亚述至高神阿舒尔赋予给他的作为副摄政王的权力。

## 铭文
国王的胸前刻有八行楔形文字铭文，上面写有他的头衔和家谱，并提到他领导了一场从底格里斯河一路打到黎巴嫩山和“大海”（现在被认为是地中海）的军事行动。

## 相关阅读
- J.E. Reade, Assyrian Sculpture (London, The British Museum Press, 1998)
- A.K. Grayson, Assyrian Royal Inscriptions (Wiesbaden, O. Harrassowitz, 1976)
- J.E. Curtis and J.E. Reade (eds), Art and empire: treasures from (London, The British Museum Press, 1995)
- A.H. Layard, Discoveries in the ruins of Nineveh and Babylon (London, J. Murray, 1853)